# Otočje Eagle
Otočje Eagle je skupina od dva otoka u otočju Chagos. Smješteni su na središnjem zapadnom rubu Velikog Chagosa, najveće strukture koraljnog atola na svijetu.

## Otoci
Sa površinom zemljišta od 2,45 km2, Île Aigle je najveći pojedinačni otok Velikog Chagosa, a nakon Diega Garcie drugi po veličini u otočju Chagos. Otoci su:
- Orlov otok (Île Aigle)
- Otok morskih krava (Île Vache Marine)

## Povijest
Nekada je postojala plantaža kokosa u Ile Aigleu, kao i malo naselje Ilois radnika na plantaži. Ali u vrijeme kada je zapovjednik Robert Moresby istraživao Chagos, 1838., ovaj je otok bio samo povremeno naseljen. Nedugo nakon što su francuski plantažeri naselili otočje krajem 18. stoljeća, tendencija je bila da se radnici koncentriraju na samo nekoliko otoka s kojih su upravljane plantažama, poput Ile Boddama na atolu Salomon.
Godine 1975. tijekom Ekspedicije združenih službi na Otok Danger (JSDI), RFA Resurgent je odvezao članove ekspedicije na Eagle Islands, a zatim kečom i gumenjakom na otok Danger i dalje do Tri brata. Ekspedicija je napravila topografski pregled koraljnih grebena, ekološki pregled koralja na njima i studiju o metabolizmu grebena. Također je provedeno referentno prikupljanje uzoraka flore i faune tog područja.
Od 1998. otoci su dio strogog prirodnog rezervata otočja Chagos i zabranjeno je pristati na otoke ili sidriti brod u blizini. Na otočju se nalazi velika populacija gnijezdećih morskih ptica.

## Vanjske poveznice
- Joint Services Expedition To Danger Island - (1975.) prigodna razglednica
- Chagosovi istraživački radovi i knjige